# Suceso deportivo
Suceso deportivo es una película documental en blanco y negro, filmada en coproducción entre Uruguay y Argentina, que se estrenó el 5 de julio de 1956. En el filme no figuran los créditos del personal interviniente en el mismo.

## Sinopsis
La película consta de dos actualidades filmadas con pocos días de diferencia en la ciudad de Montevideo. Una es la pelea entre los boxeadores Pascual Pérez y Óscar Suárez y la otra es el partido entre las selecciones de fútbol de Argentina y Uruguay por la Copa del Atlántico.
La pelea de box se realizó el 30 de junio de 1956 en Montevideo. El argentino Pascual Pérez, por entonces campeón mundial de peso mosca, a pesar de ser derribado en una oportunidad, le ganó por nocaut técnico en el 11º asalto al campeón cubano Óscar Suárez. La Copa del Atlántico (Taça do Atlântico en portugués) fue un torneo de fútbol amistoso organizado para las tres potencias del continente en esos tiempos: Argentina, Uruguay y Brasil, aunque posteriormente a la competencia se les unió Paraguay. Se disputó 3 veces sin sede fija y en las tres ocasiones Brasil logró el título. El partido al que se refiere el filme se realizó el 1 de julio de 1956 en el Estadio Centenario y el equipo argentino triunfó 2 a 1 con goles de Julio César Abbadie para Uruguay a los 56 minutos y de Ernesto Grillo para Argentina a los 52 y 82 minutos.